# Butön Rincsendrup
Butön Rincsendrup (tibeti: བུ་སྟོན་རིན་ཆེན་གྲུབ་, wylie: bu szton rin csen grub, kínai: 布敦仁欽竹, pinjin: Putun Rencsingzhu - 1290-1364), a Salu kolostor 11. apátja, 14. századi szakja mester és tibeti buddhista vezető. Salu a Cang tartománybeli nemes családok egyik legelső kolostora volt a buddhizmus tibeti újjáéledésének idején és a szakja hagyomány egyik fontos központja. Butön nem csupán adminisztrátorként volt fontos, hanem tudósként és íróként, akit Tibet legünnepeltebb történészének tartanak.

## Élete
Butön 1290-ben született egy Seme Gomne (sad szmad szgom gnasz) nevű kolostorhoz tartozó családban a Cang tartománybeli Tropu (khro phu) területén. Az apja, Drakton Gyelcen Pelzang (brag szton rgyal bchan dpal bzang), jelentős nyingma láma volt. Az édesanyja, Szonam Bum (bszod namsz 'bum), szintén ismert nyingma mester volt."
Butön a Salu kolostorban rendszerezte az összes buddhista szöveget, mintegy 4569 vallási és filozófiai művet. Szintén a Salu kolostorban írta a Buddhizmus története Indiában és Tibetben (History of Buddhism in India and Tibet) című  művet, amelyet ma is használnak a tibeti tudósok tanulmányaik során.
Halála után évszázadokon át erős hatással volt az ezoterikus tanulmányok és a pszichikai tréning fejlődésére Tibetben. A műveinek nem az volt a célja, hogy a gyakorló paranormális varázsképességekre tegyen szert, hanem, hogy elérjék a megvilágosodást.
Pancsen Szönam Drakpa (1478-1554), a Ganden kolostor 15. apátja, a hagyományok szerint Bütön Rinchen Drupa.

## Magyarul
- Buddha élete; tibeti szöveggond., ford., jegyz., bev. Tóth Erzsébet; Orientalisztikai Munkaközösség–Balassi, Bp., 1999 (Történelem és kultúra)